# وشم‌های بزرگ‌تر
وشم‌های بزرگ‌تر (نام علمی: Tinamus) نام یک سرده از زیرخانواده وشم‌های جنگلی است.